# 深井新田 (流山市)
深井新田（ふかいしんでん）は、千葉県流山市の大字。郵便番号は270-0108。

## 概要
流山市の北部に位置し、かつては吉川市側の大字深井新田とともに江戸川東岸の新田（東葛飾郡深井新田）であったが、江戸川の流域変更により東西に分離した。1889年（明治22年）に江戸川西岸を埼玉県北葛飾郡に編入したため別の自治体となった。主に田園地帯となっているほか、南北を利根運河によって分断されている。
東は西深井、西は吉川市深井新田、南は平方村新田、北は野田市今上と隣接する。

## 沿革
- 1869年（明治2年） - 葛飾県葛飾郡深井新田となる。
- 1871年（明治4年） - 廃藩置県により印旛県葛飾郡深井新田となる。
- 1873年（明治6年） - 県の統合と郡の分割により千葉県東葛飾郡深井新田となる。
- 1889年（明治22年） - 江戸川以西を埼玉県北葛飾郡に分離（深井新田 (吉川市)）。また、東葛飾郡深井新田は大畔村、小屋村、下花輪村、北村、桐ケ谷村、谷村、上貝塚村、上新宿村、上新宿新田、南村、平方村、平方原新田、平方村新田、中野久木村、東深井村、西深井村と合併し、東葛飾郡新川村大字深井新田となる。
- 1951年（昭和26年）4月1日 - 新川村が流山町、八木村と合併し、東葛飾郡江戸川町大字深井新田となる。
- 1952年（昭和27年）1月1日 - 江戸川町が流山町に改称。東葛飾郡流山町大字深井新田となる。
- 1967年（昭和42年）1月1日 - 流山町の市制施行により、流山市大字深井新田となる。

## 施設
- 運河河口公園

## 世帯数と人口
2017年（平成29年）11月1日現在の世帯数と人口は以下の通りである。
| 大字     | 世帯数 | 人口 |
| -------- | ------ | ---- |
| 深井新田 | 29世帯 | 70人 |

## 小・中学校の学区
市立小・中学校に通う場合、学区は以下の通りとなる。
| 番地 | 小学校               | 中学校               |
| ---- | -------------------- | -------------------- |
| 全域 | 流山市立西深井小学校 | 流山市立東深井中学校 |